# Portbou

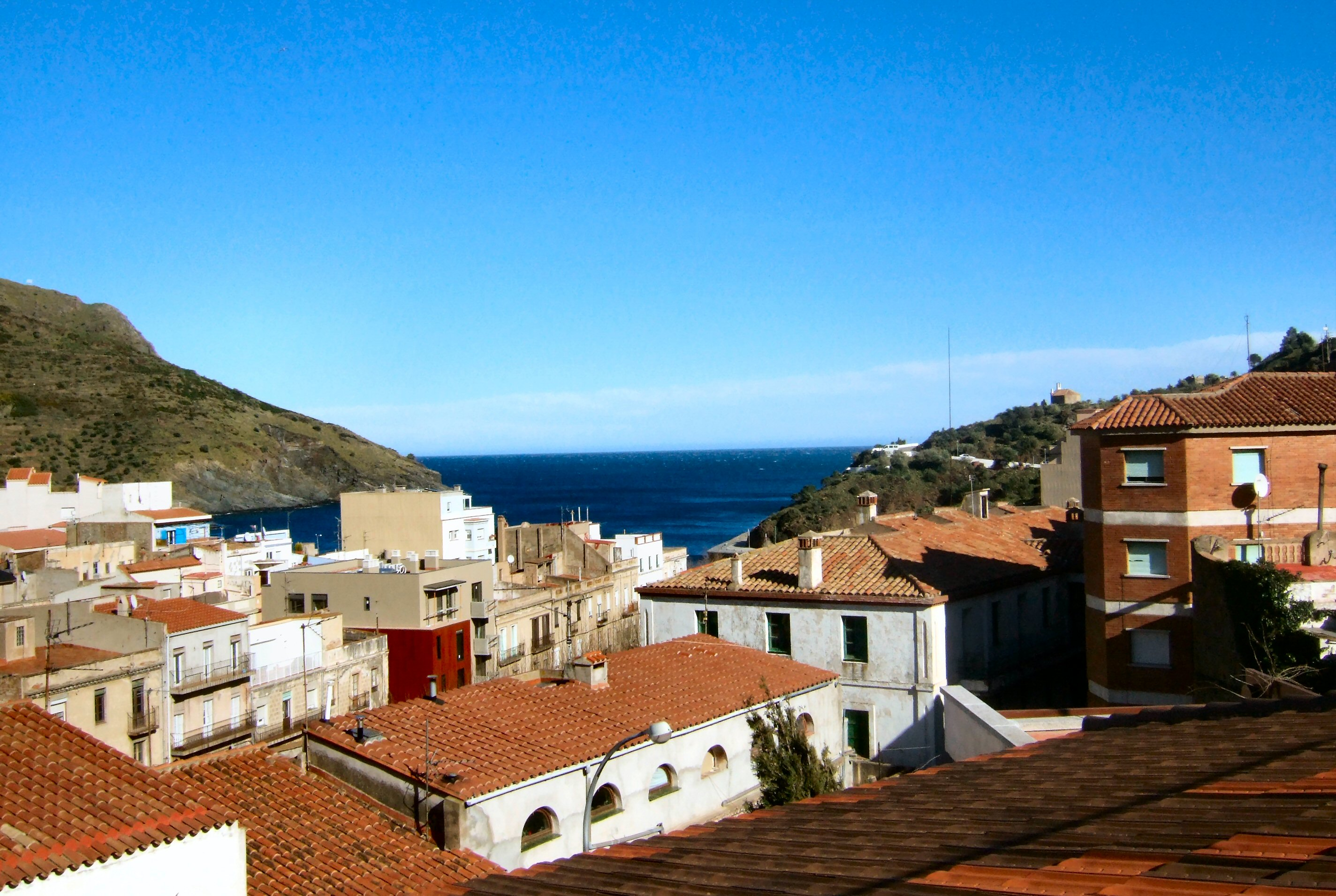
Portbou

Portbou là một đô thị trong comarca Alt Empordà, Girona, Catalonia, Tây Ban Nha. Dân số 1399 người.
Portbou nằm trên biên giới giáp với Pháp.

## Biến động dân số
| 1900 | 1930 | 1950 | 1970 | 1986 | 2007 |
| ---- | ---- | ---- | ---- | ---- | ---- |
| 2581 | 3976 | 2033 | 2360 | 2021 | 1307 |